# Гонсалес Макки, Луис Анхель
Луис Анхель Гонсалес Макки (исп. Luis Ángel González Macchi; род. 13 декабря 1947, Асунсьон) — парагвайский политический деятель, президент Парагвая с 1999 по 2003 год.

## Биография
Как президент парламента Парагвая, Гонсалес Макки вступил на пост президента 29 марта 1999 года после убийства шестью днями ранее вице-президента, Луис Мария Аргана, и последующей отставки президента Рауля Кубаса - на фоне обвинений, что убийство было совершено политическими сторонниками Кубаса во главе с Лино Овьедо.
Став президентом, Гонсалес Макки попытался создать коалиционное правительство для стимулирования сотрудничества в Парагвае и оживления экономики, которые пострадали от политического кризиса. Эта коалиция просуществовала не долго, так как Аутентичная Радикальная Либеральная партия оставила её в 2000 году, оставив Гонсалеса Макки без большинства в законодательном органе. Гонсалес Макки становился все более непопулярным, поскольку положение в экономике оставалось тяжёлым, а законодательные инициативы блокировались в парламенте. Была предпринята попытка государственного переворота в 2000 году и попытка импичмента в 2001 году, которые не увенчались успехом. Гонсалес Макки смог удержаться на президентском посту до выборов 2003 года, которые выиграл Никанор Дуарте. Он покинул свой пост 15 августа 2003 года.
4 декабря 2006 года Гонсалес Макки был приговорен к восьми годам лишения свободы по обвинению в мошенничестве и растрате. Приговор был обжалован.

## Награды
- Медаль Восточной Республики Уругвай (25 сентября 2000 года, Уругвай)[2]